# Kay Wilson
Pour les articles homonymes, voir Wilson.

a Compétitions nationales et continentales officielles uniquement.

b Matchs officiels uniquement.
Dernière mise à jour le 10 juin 2024.
Kay Wilson, née le 19 septembre 1991 à Caterham (Angleterre), est une joueuse internationale anglaise de rugby à XV et internationale de rugby à sept, occupant le poste d'ailière.

## Biographie
Kay Wilson naît le 19 septembre 1991 à Caterham en Angleterre.
Elle joue au rugby depuis l'âge de 5 ans. Elle poursuit des études à la Cardiff Met University pour l'obtention d'un diplôme dans le développement du sport. Avec l'équipe de son université, elle remporte la finale des BUCS contre Leeds Met University 47-0 inscrivant 5 essais et étant désignée joueuse du match.
Compte tenu des points forts de son jeu (passe et vitesse), Kay Wilson est un cadre de l'équipe nationale de rugby à sept ; avec l'Angleterre, elle bat l'Australie pour remporter le Hong Kong Sevens en mars 2012.
Elle commence sa carrière en Women's Premiership à Richmond. Elle a joué avec Bristol Rugby de 2013 à 2014, puis à Thurrock jusqu'en 2016, date à laquelle elle retourne à Richmond.
Elle a fait ses débuts internationaux avec l'équipe d'Angleterre de rugby à XV féminin en 2011, avant de connaître sa première titularisation contre  l'Écosse dans le tournoi des Six Nations féminin 2012 et son premier essai marqué contre le pays de Galles lors de la victoire 33-0 plus tard dans le même tournoi. L'Angleterre remporte le tournoi avec le Grand Chelem (5 victoires en 5 matchs).
Elle marque deux essais contre la France en novembre 2013 pour une victoire 40-20,.
Elle dispute le tournoi des Six Nations féminin 2014.

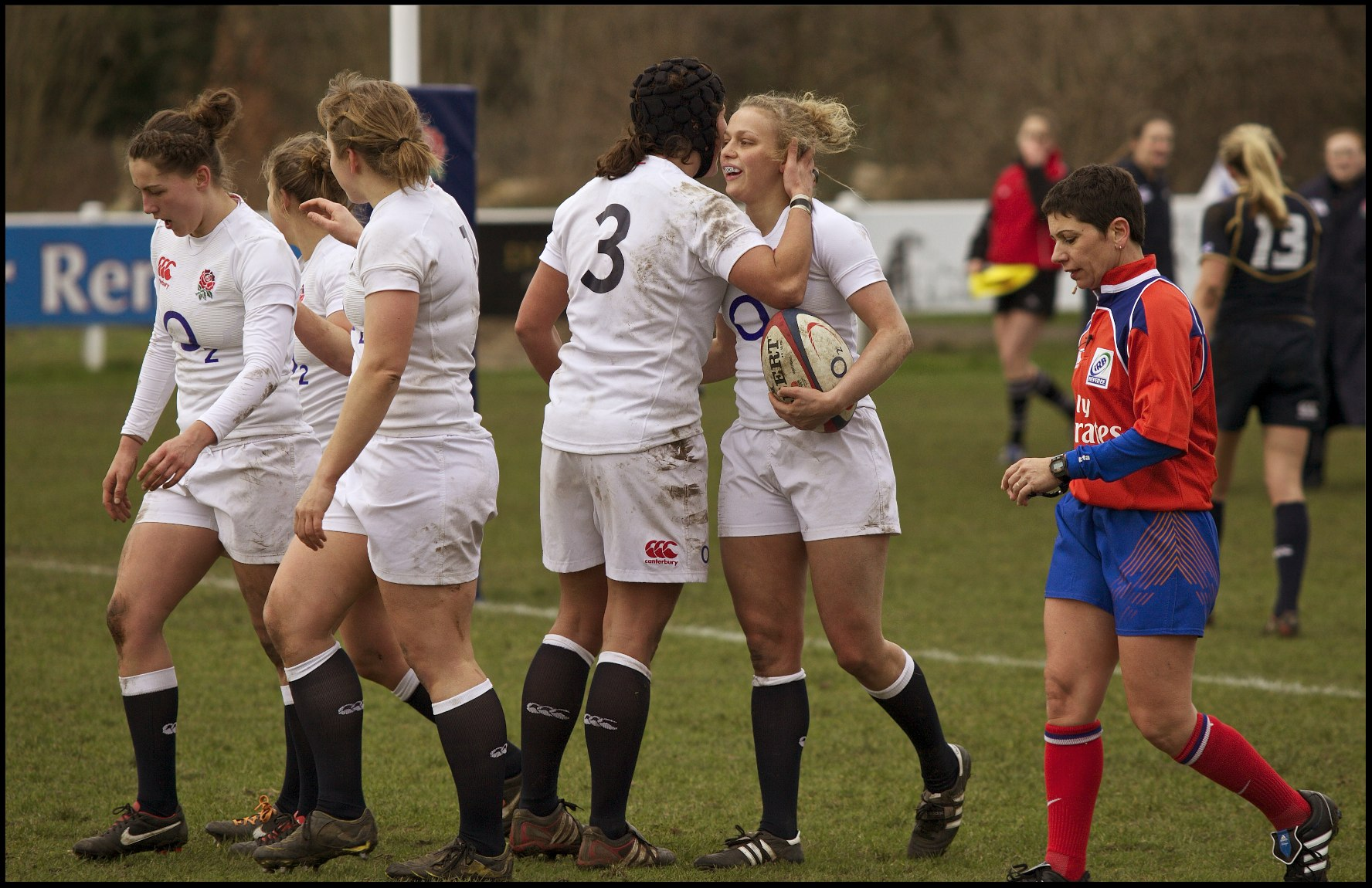
Kay Wilson après un essai contre l'Écosse dans le Six Nations

Elle est retenue pour la Coupe du monde féminine de rugby à XV 2014, elle dispute 2 rencontres de poule au poste d'ailière. Elle marque un essai contre l'Espagne, deux contre les Samoa. L'Angleterre termine première de poule avec deux victoires et un match nul 13-13 concédée aux Canadiennes; elle affronte l'Irlande en demi-finale. Elle s'impose puis gagne contre le Canada en finale.
Elle part à Rio pour les Jeux olympiques en tant que réserviste, et ne joue donc aucun match avec l'équipe de Grande-Bretagne de rugby à sept.
Elle se distingue en inscrivant sept essais contre l'Écosse lors du Tournoi des Six Nations 2017, dans un match remporté 64-0 par son équipe. Avec huit essais dans le tournoi, elle termine meilleure marqueuse d'essais et deuxième marqueuse de points derrière Emily Scarratt, en plus de la victoire avec grand chelem dans la compétition.

## Palmarès
- Championne du monde 2014
- Victoire et grand chelem dans le tournoi des Six Nations féminin 2012.

## Statistiques en équipe nationale
(au 30.09.2017)
- 53 sélections en Équipe d'Angleterre de rugby à XV féminin
- 160 points (32 essais)
- Participations au Tournoi des Six Nations féminin

En Coupe du monde :
- 2014 : 5 sélections (Samoa, Espagne, Canada, Irlande, Canada)
- 2017 : 4 sélections (Espagne, États-Unis, France, Nouvelle-Zélande)